# Bahnstrecke Margherita di Savoia-Ofantino–Margherita di Savoia
| Streckenlänge: | 4,623 km             |                                                              |                                                              |
| Spurweite: | 1435 mm (Normalspur) |                                                              |                                                              |
| Stromsystem: | 3000 V =             |                                                              |                                                              |
| Maximale Neigung: | 2 ‰                  |                                                              |                                                              |
| |                      |                                                              |                                                              |
| \| \| \| Bahnstrecke Ancona–Lecce von Foggia \| \| \| \| 0,000 \| Margherita di Savoia-Ofantino (1884–2013)[1] 41,34° N, 16,14° O \| Margherita di Savoia-Ofantino (1884–2013)[1] 41,34° N, 16,14° O \| \| \| \| Bahnstrecke Ancona–Lecce nach Bari \| \| \| \| 4,247 \| Margherita di Savoia (neu ab 1959, 41,37° N, 16,15° O) \| Margherita di Savoia (neu ab 1959, 41,37° N, 16,15° O) \| \| \| 4,623 \| Margherita di Savoia (alt bis 1959 41,38° N, 16,15° O) \| Margherita di Savoia (alt bis 1959 41,38° N, 16,15° O) \| \| \| \| Saline \| \| \| \| \| \| \| \| Quellen: [2] \| \| \| \| |                      |                                                              |                                                              |
| Strecke |                      | Bahnstrecke Ancona–Lecce von Foggia                          | Bahnstrecke Ancona–Lecce von Foggia                          |
| ehemaliger Bahnhof | 0,000                | Margherita di Savoia-Ofantino (1884–2013) 41,34° N, 16,14° O | Margherita di Savoia-Ofantino (1884–2013) 41,34° N, 16,14° O |
| Abzweig ehemals geradeaus und nach rechts |                      | Bahnstrecke Ancona–Lecce nach Bari                           | Bahnstrecke Ancona–Lecce nach Bari                           |
| Bahnhof (Strecke außer Betrieb) | 4,247                | Margherita di Savoia (neu ab 1959, 41,37° N, 16,15° O)       | Margherita di Savoia (neu ab 1959, 41,37° N, 16,15° O)       |
| Bahnhof (Strecke außer Betrieb) | 4,623                | Margherita di Savoia (alt bis 1959 41,38° N, 16,15° O)       | Margherita di Savoia (alt bis 1959 41,38° N, 16,15° O)       |
| Betriebs-/Güterbahnhof Streckenende (Strecke außer Betrieb) |                      | Saline                                                       | Saline                                                       |
| |                      |                                                              |                                                              |
| Quellen: |                      |                                                              |                                                              |

Die Bahnstrecke Margherita di Savoia-Ofantino–Margherita di Savoia war eine normalspurige Nebenbahn in der italienischen Region Apulien. Sie verband die Salinen des Ortes Margherita di Savoia in der Provinz Barletta-Andria-Trani mit der Bahnstrecke Ancona–Lecce, der Adriabahn (italienisch Ferrovia Adriatica).

## Geschichte
Die Strecke wurde am 29. Januar 1884 als Zweig der Adriabahn auf private Initiative eröffnet, um das Salz der Salinen von Margherita di Savoia abzutransportieren. Die Strecke schloss in der Nähe von Ofantino an einem eigens für den Nebenbahnanschluss erbauten Keilbahnhof an die Hauptstrecke an. Der Güterverkehr wurde bis zu einer Verladeanlage nach dem Bahnhof Margherita di Savoia an der Vereinigung von mehreren Feldbahnen nach dem Decauville-System aufgenommen. Dort wurden das mit den Feldbahnen angelieferte Salz auf Normalspurgüterwagen umgeladen.
Ab dem 1. Juli 1905 übernahm die Bahngesellschaft Società Anonima per le Ferrovie di Reggio Emilia (SAFRE) die Betriebsführung auf der Strecke. Sie setzte eine Trambahnlokomotive mit drei gekuppelten Achsen ein, die sie von den Ferrovie Nord Milano (FNM) übernommen hatte. Für den Personenverkehr wurde ein eigener 2./3. Klasse-Wagen eingesetzt (1888 von SIG Neuhausen gebaut), für den Güterverkehr Güterwagen aus dem Wagenpark der Gesellschaft. Die Verwaltung der Strecke und der Lokschuppen befanden sich am Bahnhof Ofantino.
1907 wurde die Vergabe der Betriebsführung an die SAFRE widerrufen und die Strecke den Ferrovie dello Stato Italiane (FS) übertragen, die daraufhin den Betrieb abwickelte. Der Güterverkehr wurde ausgebaut und die Anzahl der Zugpaare für Reisende von vier auf zehn erhöht. Bis 1955 wurde die Anzahl der Zugpaare auf 20 pro Tag erhöht, die teilweise bis Barletta oder Trinitapoli geführt wurden.
Obwohl der Fahrplan bis 1984 rund 20 Fahrten pro Tag enthielt, ging die Zahl der Reisenden ständig zurück. Daher folgte am 1. Januar 1986 die offizielle Einstellung des Personenverkehrs. Der letzte Zug war schon am 17. Dezember 1985 gefahren. Am 13. Februar 1996 wurde die Gesamteinstellung des Betriebes auf der Strecke beantragt, die am 19. März 1997 vom Ministero delle infrastrutture e dei trasporti genehmigt wurde.

## Bahnhof Margherita di Savoia-Ofantino
Für den Nebenbahnanschluss wurde eigens der Abzweigbahnhof Margherita di Savoia-Ofantino in Form eines Keilbahnhofes weitab von den Wohnbebauungen erbaut. Hier befanden sich die Verwaltung der Strecke und der Lokschuppen.
Nach der 1985 erfolgten Stilllegung der Nebenbahn hielten immer weniger Züge. 1998 wurde der Personenhalt eingestellt und der Bahnhof nur noch als Kreuzungsbahnhof verwendet. Am 7. März 2013 erfolgte die endgültige Stilllegung.
Der Bahnhof hatte drei Gleise an der Strecke Ancona–Lecce, von denen nach der Stilllegung der technischen Anlagen nur zwei benutzt wurden. Zwei der Gleise lagen an einem Mittelbahnsteig, das dritte Gleis am Hausbahnsteig am Bahnhofsgebäude. Das ehemalige Gleis 2 am Mittelbahnsteig wurde zwischen 2014 und 2016 entfernt. Für die Nebenstrecke waren zwei Gleise vorhanden, ferner mehrere Abstellgleise. Diese sind teilweise vorhanden, werden jedoch nicht mehr genutzt.

## Bahnhof Margherita di Savoia

### Alter Bahnhof
Der Bahnhof Margherita di Savoia am Streckenende lag ursprünglich nahe der heutigen Grundschule an der Via Africa Orientale. Der Kopfbahnhof hatte vier Gleise und einen Gleisanschluss von etwa 1,5 km zur Verladeanlage der Saline, wo die nach dem Decauville-System gebauten Feldbahnen von den Salzteichen her endeten.

### Neuer Bahnhof
In den späten 1950er Jahren wurde dieser Bahnhof fast 400 Meter an der Strecke zurück verlegt. Er bekam ein neues Empfangsgebäude und wurde als Durchgangsbahnhof errichtet. Es gab zwei Gleise für den Personenverkehr und weitere Gleise für den Güterverkehr. Insbesondere wurde das Gebiet östlich des Empfangsgebäudes als Güterbahnhof genutzt. Ein Verbindungsgleis südlich des Bahnhofs erlaubte weiterhin die Zufahrt zu den Salinen in der Nähe.
Nach der Stilllegung der Strecke blieb das Gebäude erhalten und wurde in Privatbesitz überführt. Später wurden die Gleise und sonstigen Bahnanlagen entfernt. Lange Zeit war am Gebäude noch das Bahnhofsschild „Margherita di Sav.“ vorhanden.

## Strecke
Die Strecke war ursprünglich 4,623 km lang. Eine Verbindung führte vom Endbahnhof zu einem Verladebahnhof an den Salinen.
Die Strecke trennte sich von der Hauptstrecke auf der Nordseite des Bahnhofes Margherita di Savoia-Ofantino. Die flache Strecke führte zum Meer hin, bis sie nach einer Kurve nach Norden den Endbahnhof erreichte. In den 1960er Jahren wurde der Bahnhof vom Zentrum von Margherita di Savoia etwa 400 m südöstlich verlegt. Die Strecke wurde in den 1970er Jahren mit Gleichspannung von 3 kV elektrifiziert.

## Betrieb
Nach dem Einsatz der SAFRE-Lokomotive und den Wagen der Gesellschaft führt die FS den Betrieb mit Dampflokomotiven durch. Für den Personenverkehr wurden Dieseltriebwagen der Baureihe ALn 556 eingesetzt, für den Güterverkehr Diesellokomotiven der Baureihen ABL 150 verwendet.
Nach der Elektrifizierung übernahmen bis zur Stilllegung Elektrotriebwagen der Baureihen ALe 792 und ALe 883 den Personenverkehr.

## Überreste
Das Planum der Strecke kann an den meisten Stellen außerhalb des Ortes noch gefunden werden. 2014 war in Margherita di Savoia ein Denkmalzug, bestehend aus einer von Antonio Badoni in Lecco hergestellten Diesellokomotive und mehreren Güterwagen, entlang der Verbindung zu den Salinen aufgestellt. Dazu waren ferner einige Lokomotiven und Güterwagen der Feldbahn vorhanden.